# Castelo de Broadbury
O Castelo de Broadbury é uma fortificação da Idade do Ferro perto de Beaworthy em Devon, Inglaterra; pensa-se que poderá ter sido um forte romano ou um ponto de sinalização.